# Thomas Aniès
Thomas Aniès (Perpinyà, Catalunya del Nord, 27 de març de 1986) és un jugador de rugbi a XV que ocupa la posició de centre. Forma part de la Unió Esportiva Arlequins de Perpinyà. Ha estat internacional amb la selecció de França sub21 la temporada 2005-2006 (contra l'equip d'Irlanda A) i internacional de rugbi a 7 la temporada 2005-2006. També ha participat en els tornejos de Dubai i George.